# Association for Computing Machinery
ACM es el acrónimo de Association for Computing Machinery (Asociación de Maquinaria Computacional). Esta asociación fue fundada el 15 de septiembre de 1947 como la primera sociedad científica y educativa en el campo de la Computación. Publica varias revistas y periódicos científicos relacionados con la computación; patrocina conferencias en varias áreas del campo (principalmente el SIGGRAPH y el SIGCOMM) y otros eventos relacionados con las ciencias de la computación, como por ejemplo el internacional Competición Internacional Universitaria ACM de Programación (ICPC). Publica una extensa biblioteca digital y una referencia de la literatura de la computación. La ACM también ofrece seguros y otros servicios a sus miembros de los Estados Unidos de América.
Tiene presencia en más de 100 países.

## Historia
Cuando fue llamado a filas en 1942 por la marina norteamericana, Richard Hamming era un joven graduado en matemáticas de la Universidad de Harvard empleado como experto en métodos de aseguración industrial en una compañía de seguros llamada Prudential Insurance Company . Debido a su formación matemática fue destinado al término de la guerra en agosto de 1945, a trabajar en el Harvard Mark I, el primer ordenador electromecánico de la historia, construido por Howard H. Aiken, con  subvención de IBM. Hamming, quien venía del mundo de los seguros, en el que había trabajadores especializados en el cálculo mental que resolvían los complejísimos algoritmos que los matemáticos diseñaban para establecer según los riesgos las tarifas de aseguración, supo ver enseguida en aquellas enormes máquinas calculadoras bélicas su perfecta aplicación a la vida civil. Cuando regresó a la compañía de seguros Prudential, estudió las posibilidades que estaban ofreciendo las máquinas calculadoras por aquel entonces en diversos laboratorios y aventuró algunas aplicaciones prácticas. Pero no fue hasta 1947, durante un simposio sobre computación en la Universidad de Harvard, que se convenció del verdadero potencial multidisciplinar que esta tecnología brindaba, gracias al contacto con gran parte de la comunidad científica formada en torno a este campo.  Hamming, impresionado tras el simposio, decidió formar una asociación al margen de cualquier institución académica o gubernamental que se ocupara específicamente en materia de computación: la Eastern Association of Computing Machinery (EACM). La sociedad estaba compuesta en un principio por unos cuantos asistentes al simposio interesados en mantenerse al día en las nuevas tecnologías. Pero el verdadero éxito de la organización devino realmente cuando  Hamming emitió un comunicado entre todos sus miembros, citando unas palabras del por entonces director del Center of Analysis del MIT, Samuel Cadwell, pronunciadas durante el simposio de Harvard. Cadwell se mostraba preocupado por la labor de encubrimiento que el propio ejército de los Estados Unidos estaba llevando a cabo con las investigaciones realizadas durante la Segunda Guerra Mundial, y en su conferencia hizo un llamamiento a la libre difusión del conocimiento y al libre intercambio de información entre los investigadores de todas las áreas relacionadas con la computación.  Hamming se sumó a esta iniciativa, y la propuso como elemento motriz de su asociación con el fin de que todos sus miembros pudieran obtener beneficios profesionales. Muchos especialistas y directores de otras asociaciones relacionadas con la tecnología, vieron el proyecto con muy buenos ojos y se ofrecieron para colaborar en él. En agosto de 1948 ya eran 350 miembros, provenientes de una extensión geográfica tal, que  Hamming consideró que el Eastern, podía ser eliminado del nombre . Desde entonces hasta nuestros días, la ACM ha constituido un foro de debate en el que han participado especialistas de todo el mundo y de todas las áreas del conocimiento, legándonos un ingente material bibliográfico que puede ser consultado en su biblioteca digital.
La ACM ha adquirido una posición preponderante como referente académico debido a dos conceptos fundamentales y visionarios en los que se basó su fundación: la voluntad de libre intercambio y el carácter multidisciplinar de sus investigaciones. 
Su actual directora es Gabriele Kotsis.

## Publicaciones
La ACM publica revistas, diarios y libros.
Revistas:
- Communications of the ACM
- netWorker
- Mobile Networks and Applications (MONET)
- Journal of Graphics Tools
- Journal of Experimental Algorithmics (JEA)
- Distributed Computing
- interactions
- Multimedia Systems

## Actividades
.

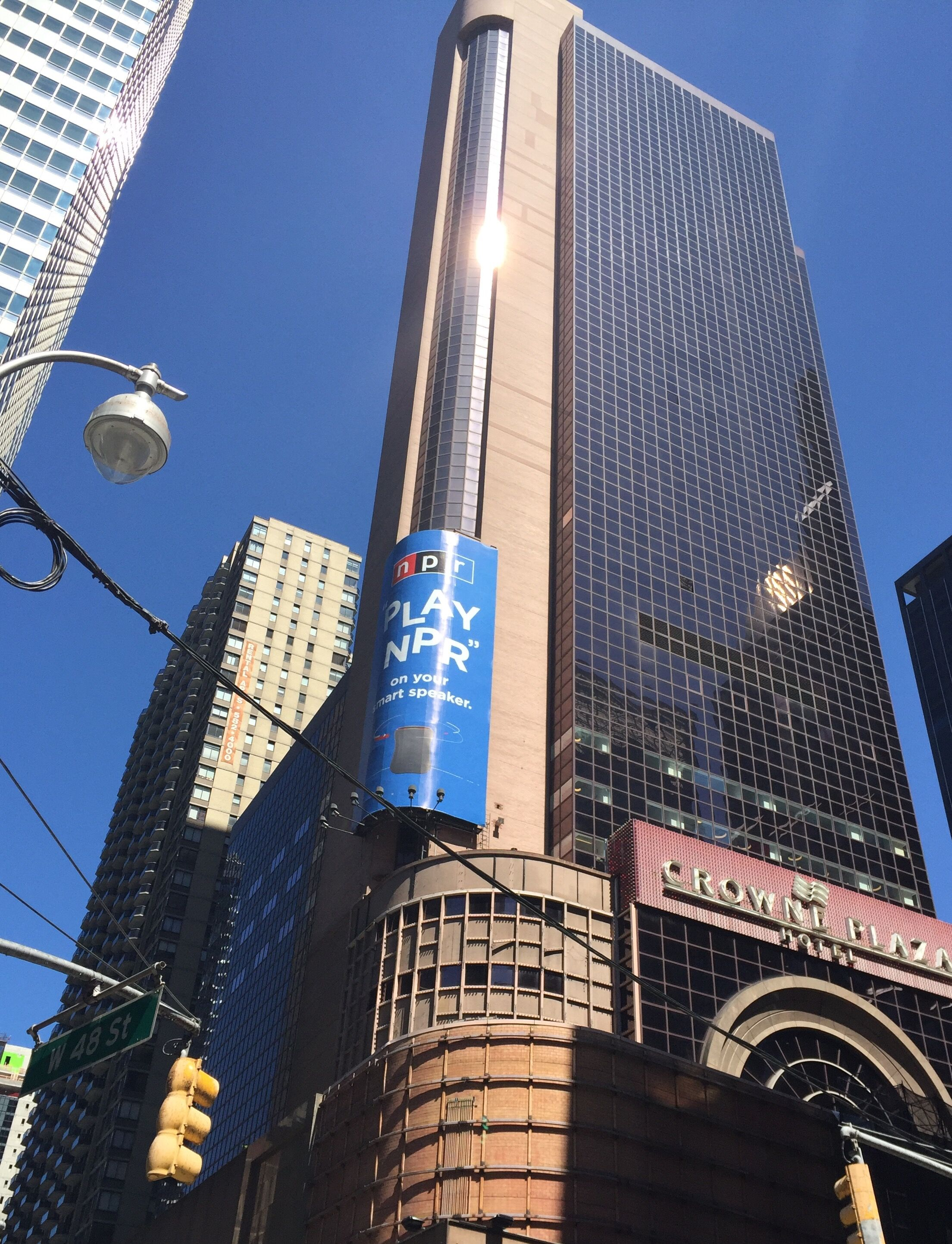
La sede de la ACM se encuentra en el 1601 de Broadway, Times Square, Nueva York

La ACM está organizada en más de 171 secciones locales y 37 Grupos de Interés Especial (SIGs), a través de los cuales realiza la mayoría de sus actividades. Además, hay más de 500 secciones (capítulos) en colegios y universidades. El primer capítulo estudiantil se fundó en 1961 en la Universidad de Luisiana en Lafayette.
Muchos de los SIGs, como SIGGRAPH, SIGDA, SIGPLAN, SIGCSE y SIGCOMM, patrocinan conferencias periódicas, que se han hecho famosas por ser un lugar dominante para presentar innovaciones en determinados campos. Los grupos también publican un gran número de revistas especializadas, boletines y publicaciones.
La ACM también patrocina otros eventos relacionados con las ciencias de la computación, como el ACM International Collegiate Programming Contest a nivel mundial. (ICPC), y ha patrocinado algunos otros eventos como la partida de ajedrez entre Garry Kasparov y el ordenador IBM Deep Blue.

## Special Interests Groups de la ACM
Consta de 34 SIGs (Special Interest Groups, Grupos de Interés Especial en español):
- Accessibility and Computing SIGACCESS
- Algorithms and Computation Theory SIGACT
- Ada Programming Language SIGAda
- APL Programming Language SIGAPL
- Applied Computing SIGAPP
- Computer Architecture SIGARCH
- Artificial Intelligence SIGART
- Embedded Systems SIGBED
- Computers and Society SIGCAS
- Computer-Human Interaction SIGCHI
- Data Communication SIGCOMM
- Computer Science Education SIGCSE
- Design Automation SIGDA
- Design of Communication SIGDOC
- Electronic Commerce SIGecom
- Genetic and Evolutionary Computation SIGEVO
- Computer Graphics and Interactive Techniques SIGGRAPH
- Information Retrieval SIGIR
- Information Technology Education' SIGITE
- Knowledge Discovery in Data SIGKDD
- Measurement and Evaluation SIGMETRICS
- Microarchitecture SIGMICRO
- Management Information Systems SIGMIS
- Multimedia SIGMM
- Mobility of Systems, Users, Data and Computing SIGMOBILE
- Management of Data SIGMOD
- Operating Systems SIGOPS
- Programming Languages SIGPLAN
- Security, Audit and Control SIGSAC
- Symbolic and Algebraic Manipulation SIGSAM
- Simulation and Modeling SIGSIM
- Software Engineering SIGSOFT
- University and College Computing Services SIGUCCS
- Hypertext, Hypermedia and Web SIGWEB

## Tipos de miembros
Además de los estudiantes y los miembros regulares, la ACM tiene varios grados de membresía avanzados para reconocer a aquellos con múltiples años de membresía y "desempeño demostrado que los distingue de sus compañeros".
El número de fellows, miembros distinguidos y miembros sénior  no puede superar el 1%, el 10% y el 25% del número total de miembros profesionales, respectivamente.

### Fellows
El programa ACM Fellows fue establecido por el Consejo de la Association for Computing Machinery en 1993 "para reconocer y honrar a los miembros destacados de la ACM por sus logros en la ciencia de la computación y la tecnología de la información y por sus importantes contribuciones a la misión de la ACM". Hay 1310 Fellows a 2020 de unos 100.000 miembros.

### Miembros distinguidos
En 2006, ACM comenzó a reconocer dos grados adicionales de membresía, uno de los cuales se denominó Miembros Distinguidos. Los Miembros Distinguidos (Ingenieros Distinguidos, Científicos Distinguidos y Educadores Distinguidos) tienen al menos 15 años de experiencia profesional y 5 años de pertenencia continua a ACM y "han tenido un impacto significativo en el campo de la informática". Hay que tener en cuenta que en 2006, cuando aparecieron los miembros distinguidos, uno de los tres niveles se llamaba "Miembro Distinguido" y se cambió unos dos años después a "Educador Distinguido". A los que ya tenían el título de Miembro Distinguido se les cambió por uno de los otros tres títulos.
Lista de miembros distinguidos de la Association for Computing Machinery

### Miembros sénior
También en 2006, la ACM comenzó a reconocer a los Miembros Sénior. Según la ACM, "el grado de miembro sénior reconoce a aquellos miembros de la ACM con al menos 10 años de experiencia profesional y 5 años de membresía profesional continua que han demostrado su desempeño a través del liderazgo técnico, y las contribuciones técnicas o profesionales". La membresía sénior también requiere 3 cartas de referencia.

### Oradores distinguidos
Aunque técnicamente no es un grado de membresía, la ACM reconoce a los oradores distinguidos en temas de ciencias de la computación. Un orador distinguido es nombrado por un período de tres años. En la actualidad hay unos 125 oradores distinguidos. El sitio web de la ACM describe a estas personas como 'Renowned International Thought Leaders'. El programa de conferenciantes distinguidos (DSP) existe desde hace más de 20 años y sirve como programa de divulgación que trae a expertos de renombre del mundo académico, la industria y el gobierno para presentar el tema de su experiencia. El DSP está supervisado por un comité

## Código ético de la ACM
El Código incluye 24 preceptos expresados como declaraciones de responsabilidad personal, identifica los elementos de tal compromiso, al mismo tiempo trata muchos de los aspectos que los profesionales probablemente afrontarán en el futuro.  La primera parte incluye las consideraciones éticas fundamentales, la segunda parte trata reflexiones sobre la conducta profesional la tercera parte corresponde a personas que tengan una función de liderazgo, y la cuarta parte trata los principios que involucran conformidad con este código.  El código se complementa con una serie de Guías, que proporcionan explicaciones para ayudar a los miembros a tratar los diferentes temas contenidos en el mismo, estos tienen la finalidad de servir como base para la toma de decisiones éticas en el comportamiento profesional, y también pueden servir como base para juzgar las circunstancias de una queja formal relacionada con la vulneración de los estándares de ética profesional.  Aunque no se menciona a la informática en la sección de preceptos morales, el código se interesa en cómo estos mandatos fundamentales se aplican al comportamiento individual como profesional de la informática, los mandatos se expresan de una manera general para evidenciar que los principios que se aplican a la ética informática se derivan de principios éticos más generales.  
Dentro de los preceptos del código de la ACM están los relacionados con los preceptos morales generales, los de las responsabilidades profesionales más específicas, los de las obligaciones de liderazgo organizativo, y los preceptos de conformidad con el código.

## Colaboraciones
El principal socio de ACM ha sido la Sociedad de Informática del IEEE (IEEE-CS), que es el mayor subgrupo del Instituto de Ingenieros Eléctricos y Electrónicos (IEEE). El IEEE se centra más en cuestiones de hardware y estandarización que en la informática teórica, pero hay un considerable solapamiento con la agenda de la ACM. Tienen muchas actividades conjuntas, incluyendo conferencias, publicaciones y premios. ACM y sus SIG copatrocinan unas 20 conferencias cada año con IEEE-CS y otras partes de IEEE. El Premio Eckert-Mauchly y el Premio Ken Kennedy, ambos premios importantes en ciencias de la computación, son otorgados conjuntamente por la ACM y el IEEE-CS. Ocasionalmente cooperan en proyectos como el desarrollo de planes de estudios de informática.
ACM también ha patrocinado conjuntamente en eventos con otras organizaciones profesionales como la Society for Industrial and Applied Mathematics (SIAM).

## Críticas
En diciembre de 2019, la ACM firmó una carta al entonces Presidente de los Estados Unidos Donald J. Trump oponiéndose al Acceso abierto a material académico y científico. Se formó una petición en contra que recogió más de mil firmas. Como reacción a esto, la ACM aclaró su posición.
La conferencia Symposium on Computational Geometry, aunque originalmente era una conferencia de ACM, se separó de ACM en 2014 por problemas a la hora de organizar conferencias en el extranjero.